# Milupa
Milupa (вимовляється Мілу́па) — німецька торгова марка, під якою
випускаються продукти дитячого харчування виробництва компанії Nutricia. З 2007 року входить до складу групи компаній
Danone.

## Історія
Milupa була заснована як невелике сімейне підприємство у 1921 році у Фрідріхсдорфі, Німеччина. Її засновником
був Еміль Паулі (Emil Pauly),
нащадок французької сім'ї, що емігрувала до Німеччини на початку 18 століття. Спочатку підприємство
було засноване для виготовлення кондитерських виробів та печива, які скоро стали популярними по всій окрузі Фрідріхсдорфу.
У 1933 році Паулі почали виробляти дитячу продукцію. Перші продукти дитячого харчування з назвою Milupa були зроблені
на зерновій основі. У виробництві дитячої продукції Milupa сім'я Паулі використовувала ті ж принципи, що зробили відомими їхні кондитерські вироби, тому і цього разу продукція підприємства мала велику популярність. За
20 років Milupa стала найбільшим виробником продуктів дитячого харчування в Німеччині, а також у світовому масштабі
почала завойовувати репутацію підприємства, що приділяє значну увагу дослідженням продуктів дитячого харчування та
їхнього впливу на розвиток.
Разом з успішним розвитком підприємства у 1954 році Milupa почала програму з дослідження складу
грудного молока, метою якої було створення виробництва молочних сумішей, що близькі за складом
до грудного молока матерів, які з різних причин не могли годувати малюка грудьми. У результаті програми досліджень
у 1964 році на європейському ринку з'явилася перша молочна суміш Milupa для немовлят «Milumil».
На даний момент Milupa має досвід у виробництві дитячого харчування вже понад 80 років. Сьогодні вона є частиною
міжнародної групи Danone, провідного європейського виробничника молока та фасованої води, з
обігом понад 14 мільярдів євро і персоналом понад 101 000 працівників.

## Історія назви
У 1930 році Еміль Паулі вирішив, що підприємству, яке постійно зростає та розширюється, необхідне нове ім'я. Було вибрано
назву, яку Еміль створив, використовуючи останні 3 літери свого імені та перші 3 літери прізвища. Отриманий результат,
Milpau, Еміля не задовольнив, тому він змінив послідовність літер на більш милозвучну, і так з'явилася відома
назва Milupa.

## Milupa в інших країнах
З початку 1990-х Milupa відкриває філіали в інших європейських країнах: Польщі, Чехії та
інших. У 2001 році відкривається перший філіал на іншому континенті — Milupa у Канаді. Сьогодні
Milupa присутня у 60 країнах, у тому числі в Латвії, Німеччині, Польщі, Фінляндії, Чехії, Словаччині, Румунії, Угорщині, Ірландії, Канаді, Австрії, Португалії, Іспанії, Аргентині, Італії, США та Україні.

## Асортимент
Під торговою маркою Milupa випускаються не лише каші для прикорму, але й інші види дитячого харчування.
Повний асортимент включає:
- пюре (овочеві, фруктові, з м'ясом та рибою);
- супи;
- каші (молочні та без молочні);
- напої (сік, чай);
- закуски (хрусткі палички, печиво);
- спеціальні лікувальні дитячі суміші;
- замінники грудного молока.

У зернових кашах містяться вітаміни, мінерали, залізо, кальцій, йод. Поряд з манною, вівсяною, рисовою є також і фруктова, бананова, бісквітна, житня. Є в асортименті і фруктовий йогурт.